# Tetragnatha sociella
Tetragnatha sociella är en spindelart som beskrevs av Chamberlin 1924. Tetragnatha sociella ingår i släktet sträckkäkspindlar, och familjen käkspindlar. Inga underarter finns listade i Catalogue of Life.